# Piana di Vittoria
La Piana di Vittoria, chiamata anche Ipparino (per via del fiume Ippari), è un'area pianeggiante che si estende attorno alla città di Vittoria nel Libero Consorzio Comunale di Ragusa.

## Geografia
La piana occupa una superficie di 420 km². È delimitata a sud-ovest dal mar Mediterraneo, ad est dall'Altopiano Ibleo e a nord-ovest dal fiume Dirillo e le modeste alture di Niscemi e Mazzarrone che separano la piana di Vittoria dalla piana di Gela, della quale può essere considerata un prolungamento meridionale. La piana occupa la parte occidentale del Libero Consorzio Comunale di Ragusa su di cui insistono i territori comunali di Vittoria, Comiso ed Acate oltre a parte dei territori comunali del capoluogo e Chiaramonte Gulfi fino al confine con il Libero Consorzio Comunale di Caltanissetta e la Citta' metropolitana di Catania.
I fiumi principali che attraversano la piana sono il Dirillo, che scorre lungo il confine settentrionale, e l'Ippari ed il Rifriscolaro nella parte meridionale. L'unico bacino lacustre della piana fu il lago di Kamarina che fu prosciugato nel V sec. a.C. ad opera dei coloni dell'antica città. Nella piana non sono presenti altri specchi d'acqua degni di nota. Lungo la parte finale del corso del fiume Ippari è stata istituita la Riserva naturale orientata Pino d'Aleppo.

## Storia

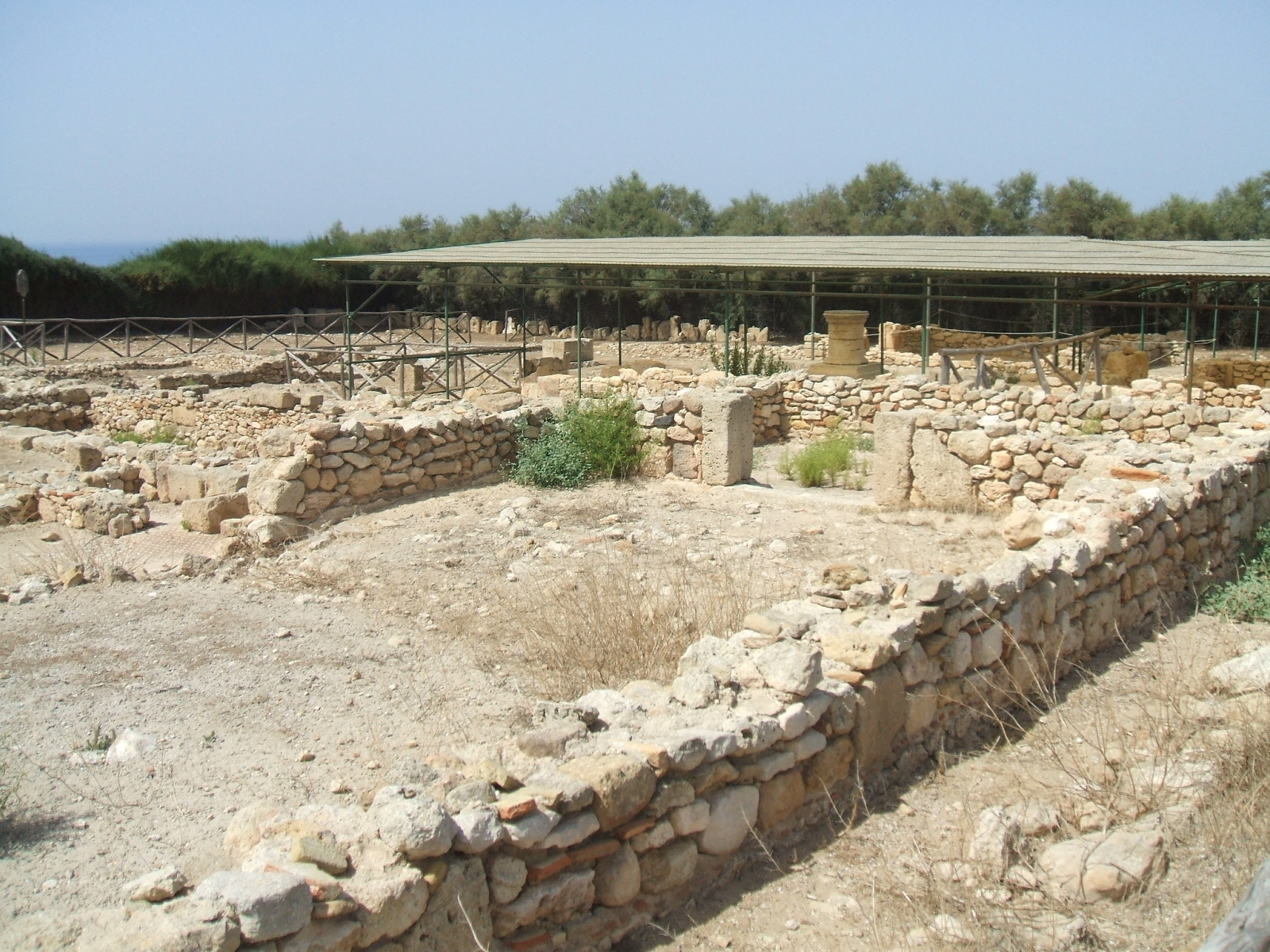
Il quartiere dell'Altare a Kamarina.

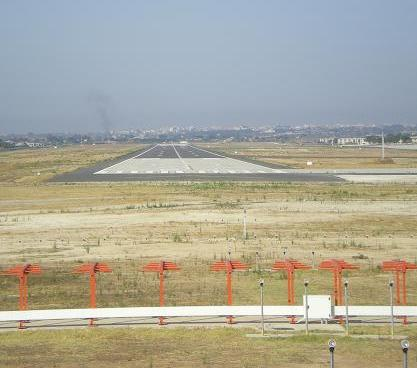
La pista dell'aeroporto di Comiso.

Prima che la città di Vittoria desse il suo nome a questa piana, il territorio in cui sorgono le rovine della colonia siracusana di Kamarina era detto in tempi antichi Plaga Mesopotamica Sicula, poiché racchiusa tra due fiumi: l'Ippari e il Dirillo. Con tale nome figura la zona nell'Itinerario antonino, redatto intorno al IV secolo, parlando di un percorso che attraversando una strada marittima portava da Finziade (identificata con Licata, nel Libero Consorzio Comunale di Agrigento) a Kamarina, situata presso la foce del l'Ippari.
Sulla riva sinistra del Dirillo si trova inoltre il sito archeologico d'epoca ellenistica denominato di Scornavacche; dal nome della località sita nel comune di Chiaramonte Gulfi.

## Coltivazioni agricole
È una delle zone agricole più importanti del meridione d'Italia vista la presenza di numerose aziende agricole dedite alla serricoltura che forniscono il mercato ortofrutticolo di Vittoria. Oltre agli ortaggi da frutto ed a foglia, coltivati nella parte occidentale della piana, sono presenti agricoltura agrumaria con la coltivazione di aranci e limoni nella parte centrale e l'olivicoltura e la viticultura nella parte orientale.
Le uve da tavola prodotte nei territori di Acate, Chiaramonte Gulfi e Comiso fanno parte dell'Uva da tavola di Mazzarrone a cui è stato attribuito il marchio di origine IGP (Indicazione geografica protetta) mentre le uve destinate alla vinificazione vengono anche impiegate per la produzione del Cerasuolo di Vittoria, che è un vino a Denominazione di Origine Controllata e Garantita. Gli oliveti di Chiaramonte Gulfi ricadono nel comprensorio del 'Consorzio D.O.P. Monti Iblei' che tutela e garantisce l'eccellente qualità dell'Olio Extravergine di Oliva prodotto nell'area dei Monti Iblei. L'olio di oliva della zona ha vinto numerosi premi internazionali confermandosi uno tra i migliori oli del mondo.

## Vie di comunicazione
Le strade principali che interessano la piana sono la Strada statale 115 Sud Occidentale Sicula che attraversa la piana nella sua interezza nel verso ovest-est e la Strada statale 514 di Chiaramonte che insiste sulla parte nord-orientale e collega a Catania. Altra strada importante è la Strada provinciale 17 che collega Vittoria con la sua frazione di Scoglitti dove è anche presente un porto peschereccio. È inoltre in corso di finanziamento un progetto per un autoporto a Vittoria.
La ferrovia Siracusa-Gela-Canicattì costeggia per gran parte il percorso della SS.115 ed ha sulla piana quattro stazioni ma non sono presenti scali merci operativi. Sulla piana insiste anche l'aeroporto di Comiso che è stato recentemente riconvertito da militare per l'uso civile.